# Masdenverge
Masdenverge – gmina w Hiszpanii, w prowincji Tarragona, w Katalonii, o powierzchni 14,57 km². W 2011 roku gmina liczyła 1122 mieszkańców.